# Argyrosomus amoyensis
Argyrosomus amoyensis  é uma espécie de peixe da família Sciaenidae e da ordem Perciformes.

## Morfologia
- Os machos podem atingir 40 cm de comprimento total.[4][5]

## Habitat
É um peixe marítimo, de clima tropical e demersal que vive até 60 m de profundidade.

## Distribuição geográfica
É encontrado na China, Índia, Indonésia, Omã, Paquistão, Sri Lanka e Taiwan.

## Uso comercial
É comercializado fresco e em salgadura, incluindo a bexiga natatória seca.

## Observações
É inofensivo para os humanos.